# José Guadarrama Márquez
José Guadarrama Márquez (Zimapán, Hidalgo; 16 de diciembre de 1948). Es un político y profesor mexicano, originario del municipio Jacala de Ledezma, estado de Hidalgo.

## Formación académica y cargos públicos
José Guadarrama es maestro normalista, egresado de la Escuela Normal Rural de El Mexe. También es licenciado en Geografía egresado de la Universidad Autónoma de Tlaxcala y diplomado en Derecho Electoral por la Universidad Nacional Autónoma de México. 
Inició desde muy joven su participación en la vida política, lo cual lo llevó a convertirse en presidente municipal de Jacala. Posteriormente se convirtió en dirigente campesino y partidista. En 1979 es electo diputado federal por el V Distrito Electoral de Hidalgo, con cabecera en Ixmiquilpan para la LI Legislatura (1979-1982). Ha ocupado varios cargos en el gobierno de Hidalgo, entre los que destaca vocal del Patrimonio Indígena del Valle del Mezquital y de la Huasteca Hidalguense. Posteriormente se convirtió en secretario de gobierno durante la administración del gobernador Guillermo Rossel de la Lama (1981-1987).
En 1991 fue nuevamente electo diputado federal por el Distrito de Tulancingo para la LV Legislatura 1991-1994. En 1994 ganó la elección para senador de la República por el estado de Hidalgo, representando a su estado en las LVI y LVII Legislaturas del Congreso de la Unión (1994-2000).
En 1998 fue precandidato a Gobernador de Hidalgo, en una elección interna del PRI que fue calificada como fraudulenta, siendo designado candidato Manuel Ángel Núñez Soto. Fue tal la presión ciudadana por el fraude cometido que provocó la renuncia del gobernador Jesús Murillo Karam, seis meses antes de terminar su mandato.
El Senador José Guadarrama Márquez fundó el Frente Democrático Hidalguense (FDH). En 2001 José Guadarrama Márquez junto a miles de seguidores renunció públicamente a su militancia en el Partido Revolucionario Institucional.
En las elecciones para renovar el Congreso Local de 2002, el Frente Democrático Hidalguense hace una alianza con el Partido de la Revolución Democrática, logrando elevar la votación para el PRD a 22%, consiguiendo 7 escaños en el Congreso Local.
En 2004 fue elegido candidato del PRD a Gobernador del Estado de Hidalgo para las elecciones del 20 de febrero de 2005, donde obtuvo el 35% de , siendo electo Miguel Ángel Osorio Chong.
En 2006 fue postulado candidato a Senador de la República por la Coalición por el Bien de Todos (PRD-PT-Convergencia) obteniendo la victoria con el 32.95% los votos sobre el candidato del PRI, el exgobernador Jesús Murillo Karam.
Durante las LX y LXI Legislatura del Senado de la República ha sido Presidente de la Comisión de Relaciones Exteriores, Europa y Copresidente de la Comisión Parlamentaria Mixta México-Unión Europea.

### Actividad posterior
En 1988, trabaja junto a Luis Donaldo Colosio como presidente de la Comisión Coordinadora de Convenciones del PRI. En 1989, es Delegado Electoral en Michoacán. En el 2016, es seleccionado a participar como candidato del Partido de la Revolución Democrática, para contender en las elecciones de gobernador del estado de Hidalgo.